# Pedro (gomma da masticare)
Pedro era una gomma da masticare al gusto di frutta, prodotta durante il socialismo nella Repubblica Socialista Cecoslovacca. La gomma da masticare Pedro cominciò ad essere prodotta nel 1968 nella Boemia centrale, nello stabilimento di Velim nell'omonimo comune.

## Gomma da masticare Pedro
La gomma da masticare Pedro era rosa a forma di sottile quadrato con scanalature, era confezionata in una semplice confezione (originariamente composta da due parti), una carta interna rivestita di carta stagnola e una carta esterna, sulla quale era raffigurato un ragazzo con un tipico sombrero con la scritta "Pedro". Accanto al ragazzo c'era scritto Bubble gum ("gomma da masticare") e in un anello: 1 Kčs (il prezzo delle gomme da masticare). Sotto la scritta Pedro c'era anche la scritta Velim, che indicava il produttore. Lo sfondo della carta (poi realizzata in carta cerata) era di colore rosso.
La gomma da masticare era popolare negli anni 1970 e 1980. Nel 1980, la produzione di Velimu ammontava a più di 800 tonnellate di gomme da masticare Pedro. Quasi tutta la produzione è finita sul mercato interno. Nel anni 1990 alla gomma da masticare sono stati aggiunti adesivi divertenti con le immagini del ragazzo Pedro o di uno dei suoi amici. Sono state così pubblicate due serie di dodici immagini ciascuna.

## Produzione dopo il 1989
La produzione continua anche dopo il 1989 fino al momento in cui l'azienda entra in privatizzazione.

### anno 1992
Nel 1992 l'azienda viene privatizzata da Nestlé.

### anno 1994
L'azienda Nestlé, che si concentra principalmente sulla produzione di prodotti a base di cioccolato e non si occupa della produzione di gomme da masticare, interrompe la produzione della gomma da masticare Pedro nel 1994.

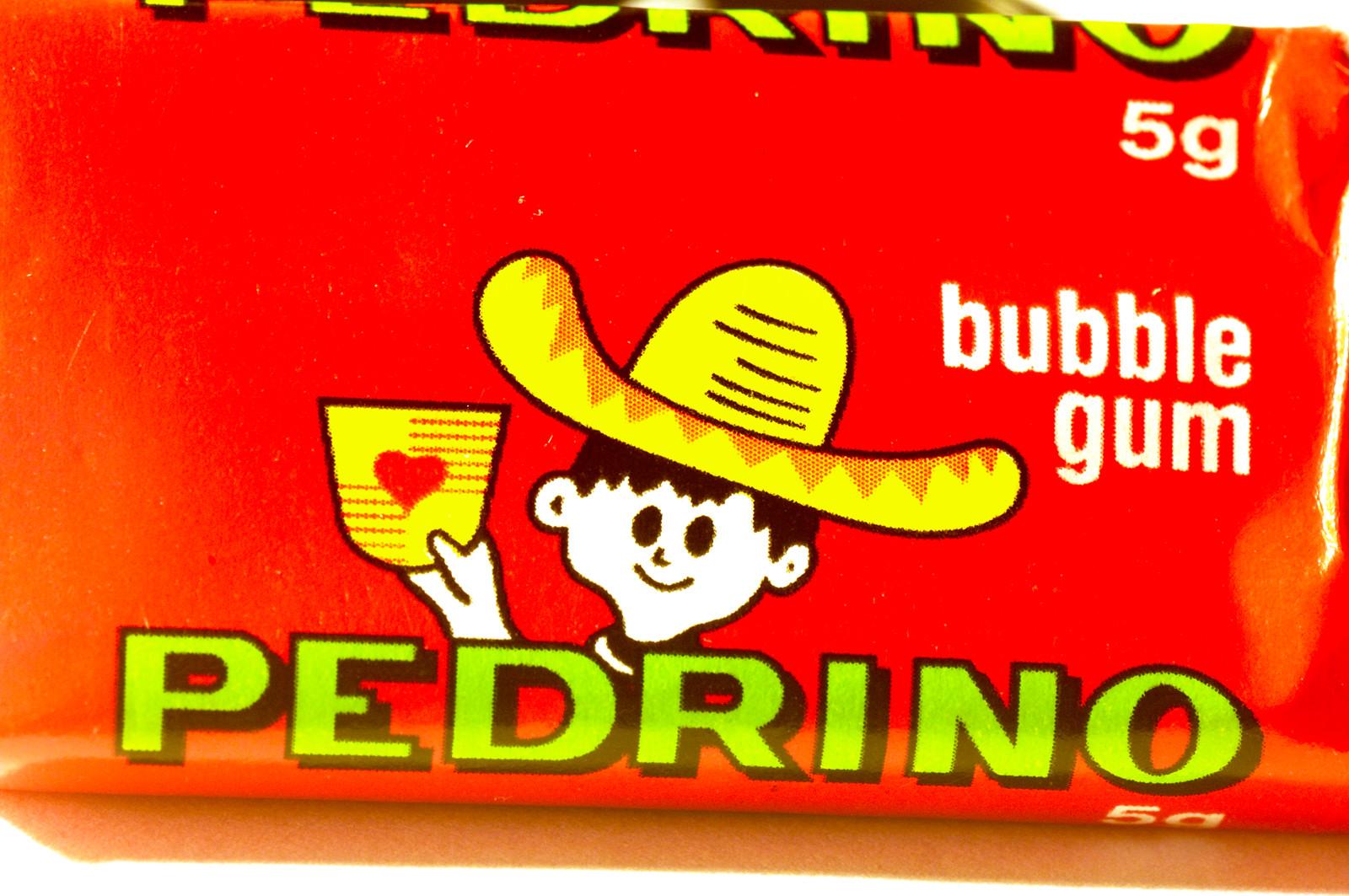
La gomma da masticare di Pedrino della IN Trading prodotta in Cina

Il marchio Pedro viene successivamente acquistato dalla società "Candy Plus", che riprende la produzione nel 2011.

### anno 2006
Nel 2006 la società IN Trading registra il nome „Pedrino“, anch'esso con la rappresentazione grafica originale della gomma da masticare Pedro, che Candy Plus non ha fatto registrare.

### anno 2008
Nel 2008 appare sul mercato la gomma da masticare Pedrino. Pedrino è prodotta da IN Trading in Cina, è leggermente più stretta e lunga, ha la stessa scanalatura di quella di Pedro, e viene venduta con una foto all'interno. Ma il gusto della Pedrino non è lo stesso dell'originale.

### anno 2011
Alla fine dell'anno 2011, dopo che l' "Ufficio per la proprietà industriale" ceco cancella il nome Pedrino e la sua forma grafica, l'azienda Candy Plus inizia la produzione della gomma da masticare Pedro, con un aspetto leggermente modificato e con elementi protettivi registrati. Questa volta la gomma da masticare Pedro è prodotta in Marocco.
Il produttore della gomma da masticare Pedrino cambia nome in Kengino.